# Gerben Van Dorpe
Gerben Van Dorpe (Aalst, 12 luglio 1975) è un ex cestista belga, professionista in Europa.

## Carriera
Terminati gli studi alla Mount St. Mary's University, nello stato del Maryland, fa ritorno in Europa.
Gioca un anno nel massimo campionato greco con l'Īraklīs Salonicco (con cui disputa i play-off), poi un anno in quello francese con il Besançon, quindi arriva nella Serie A1 italiana al Roseto Basket dove parte titolare solo in occasione della 1ª di campionato: anche in questo caso gioca i playoff con la squadra.
La sua carriera continua in patria: dopo le due stagioni trascorse con le canotte di Racing Club Antwerp e Leuven, inizia una lunga parentesi al Pepinster: durante questo periodo, così come accaduto ad Antwerp, Van Dorpe viene utilizzato anche per le coppe europee.
Nel 2007 approda a Cipro dove rimarrà per un triennio all'APOEL, altro club impegnato in campo europeo.